# Ndiandane
Niandane ou Ndiandane est une localité du nord du Sénégal.

## Administration
Niandane est l'une des communes du département de Podor, dans la région de Saint-Louis. Elle a accédé à ce statut dans le cadre de la réforme territoriale de 2002.

## Géographie

### Population
Niandane comptait 4 815 personnes et 560 ménages lors du dernier recensement.